# Ворошиловское ЛО
Вороши́ловское ЛО (Ла́герное отделе́ние Вороши́ловского механи́ческого заво́да) — лагерное подразделение, действовавшее в структуре Дальстрой.

## История
Ворошиловское ЛО было создано в 1948 году. Управление Ворошиловского ЛО располагалось в городе Ворошилов (ныне город Уссурийск), Приморский край. В оперативном командовании оно подчинялось Специальному главному управлению Главспеццветмета (СГУ).
Максимальное единовременное количество заключённых могло составлять около 1000 человек.
Ворошиловское ЛО прекратило своё существование в 1952 году.

## Производство
Заключённые выполняли работы на Ворошиловском механическом заводе и привлекались к строительному производству.